# Laura Gundersen
Laura Sofie Coucheron Gundersen (nacida Svendsen) (Bergen, 27 de mayo de 1832 – Kristiania, 25 de diciembre de 1898) fue una actriz noruega, considerada la primera en su país en dedicarse a la actuación de forma profesional.

## Biografía

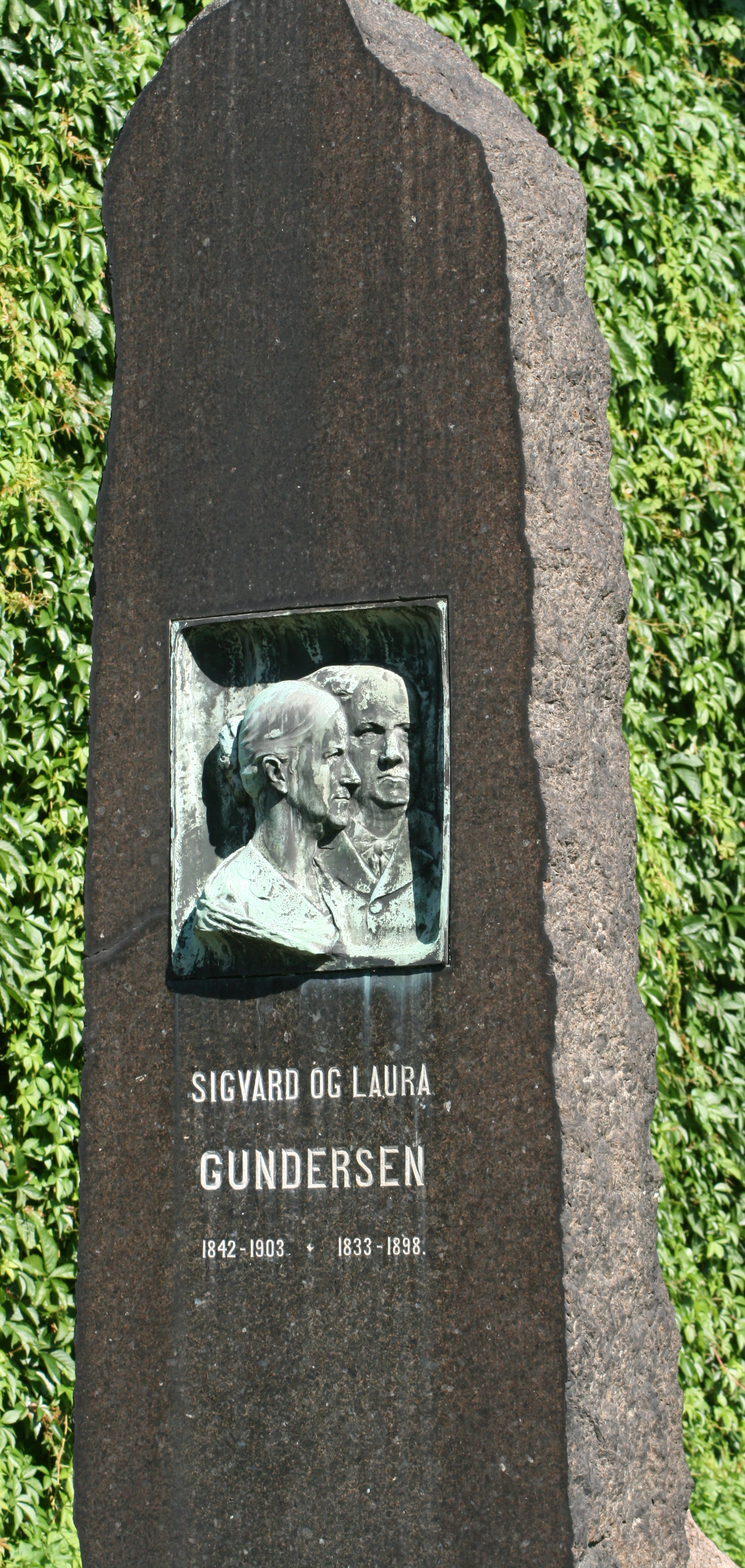
Tumba de Sigvard y Laura Gundersen en el cementerio Vår Frelsers gravlund de Oslo

Laura Gundersen nació en Bergen, provincia de Hordaland, hija de Jacob Buchmann Svendsen (f. 1840), de profesión comerciante, y de Beate Marie Coucheron (f. 1837), ama de casa. Ya desde su juventud, Gundersen tenía la firme ambición de ser actriz. En 1849, con solo diecisiete años, tomó prestado dinero de un familiar y puso rumbo a Oslo para iniciarse en teatro.
En 1849 los teatros de Oslo no daban trabajo a los actores noruegos; el teatro más grande en los años 1840, el Teatro Christiania, que había sido fundado por los daneses, solo daba trabajo a actores de su país, y el idioma del escenario era, naturalmente, el danés. El motivo detrás de esa exclusión era la presunta falta de formación de los actores noruegos, debido, en mayor medida, a la falta de escuelas de teatro en Noruega. Ese año, sin embargo, Laura Gundersen se convirtió en la única actriz noruega en recibir un contrato por parte del Teatro Christiania en Oslo, lo que marcó un antes y un después en el país.
Dio el salto al escenario en el papel de Svanhild (junto a su marido Sigvard como Falk) en el debut de la obra de Henrik Ibsen, Comedia de amor, estrenada en Christiania en 1873. Gundersen también interpretó papeles en obras teatrales escritas por autores como el premio Nobel Bjørnstjerne Bjørnson, William Shakespeare y Johann Wolfgang von Goethe, entre otros.
Gundersen pasó la mayor parte del tiempo en ese teatro, donde se convirtió en la prima donna de Noruega y en una de las artistas de referencia. Actuó en varias tragedias, la más famosa de las cuales sería el melodrama Bergljot, compuesto por Edvard Grieg en 1885. Gundersen actuó conforme a la convención romántica danesa.
Su trabajo marcó el comienzo de una nueva era cultural en Noruega. Hacia finales del siglo XIX el dominio danés había llegado a su fin, por lo que, desde 1872, el noruego tomaría el relevo al danés en los teatros, y los actores nativos del país reemplazarían a los daneses. Este cambio también contribuyó a un estilo de representación más realista, autóctono, al que Gundersen se tendría que adaptar, no sin problemas, hacia el final de su vida. La actriz, además, llegó a impartir clases de teatro en Oslo. Agnes Mowinckel fue una de sus más destacadas alumnas. Con ella mantendría un relación de amistad durante sus años de estudio en la capital noruega.
Laura Gundersen mantuvo una relación sentimental con el político y primer ministro Ole Richter, pero en 1864 contrajo matrimonio con el también actor Sigvard Gundersen. Ambos están enterrados en Vår Frelsers gravlund.